# Nürnberger-Flugdienst-Flug 108
Am 8. Februar 1988 verunglückte eine Fairchild Swearingen Metro auf dem Nürnberger-Flugdienst-Flug 108 von Hannover nach Düsseldorf. Die Maschine stürzte kurz vor der Landung ab.

## Verlauf
Die Maschine mit der Flugnummer NFD108 startete um 7.15 Uhr mit 15 Minuten Verspätung vom Flughafen Hannover-Langenhagen. Vor den Landevorbereitungen diskutierten die Piloten darüber, ob sie eine Gewitterzone in der Nähe von Düsseldorf umfliegen sollten, aber sie entschieden sich dafür, durch das Gewitter zu fliegen. Um 7:50 Uhr erhielt Flug 108 die Freigabe für den ILS-Anflug auf die Landebahn 24. Gegen 7.56 Uhr verschwand Flug 108 vom Radar und Augenzeugen auf dem Boden sahen eine unbeleuchtete Maschine zwischen den Wolken. Zwei Minuten später schlugen die Trümmer der Metro III nordwestlich von Essen-Kettwig nahe der Ruhr auf den Boden auf. Alle Insassen starben bei dem Aufprall.

## Unfallursache
Nach der Rekonstruktion der Flugzeugtrümmer fand man an der linken Flügelwurzel eine münzgroße Stelle aus geschmolzenem Metall. An dieser Stelle befand sich auch der Stromverteiler. Vieles deutet darauf hin, dass die Metro III von einem Blitz getroffen wurde und der Strom ausfiel. Da es noch dunkel war, verloren die Piloten die Orientierung. Das Flugzeug geriet dadurch in einen unkontrollierten Flugzustand, wurde überlastet und brach noch in der Luft auseinander.